# Escurecimento global
Escurecimento global é a designação dada à redução da quantidade de radiação direta global na superfície terrestre, observada ao longo de várias décadas após o início de medições sistemáticas na década de 1950. Pensa-se que tenha sido causado por um aumento da quantidade de aerossóis atmosféricos, como o carbono negro, devido à acção do Homem. Este efeito variava com a localização, mas sabe-se que a nível mundial a redução ocorrida foi da ordem dos 4% ao longo das três décadas entre 1960 e 1990. Esta tendência inverteu-se na década de 1990. O escurecimento global interferiu com o ciclo hidrológico por via da redução da evaporação e pode ter estado na origem de secas ocorridas em várias regiões. Por outro lado, o escurecimento global cria um efeito de arrefecimento que poderá ter mascarado parcialmente os efeitos dos gases do efeito estufa no aquecimento global.

## Causas e efeitos
Pensa-se que o escurecimento global ficou provavelmente a dever-se ao aumento do número de partículas de aerossóis na atmosfera terrestre, resultado da acção do Homem. Os aerossóis e outros particulados absorvem a energia solar e reflectem a luz do sol de volta para o espaço. Os poluentes podem ainda transformar-se em núcleos em volta dos quais se formam as gotículas que compõem as nuvens. O aumento da poluição acarreta a produção de maiores quantidades de particulados o que dá origem à formação de nuvens com um maior número de pequenas gotículas (isto é, a mesma quantidade de água encontra-se dispersa num maior número de gotículas). As gotículas menores tornam as nuvens mais reflectoras, aumentando assim a quantidade de luz solar que é reflectida de volta para o espaço e diminuindo aquela que atinge a superfície terrestre.
As nuvens interceptam tanto o calor proveniente do sol como o calor radiado pela Terra. Os seus efeitos são complexos e variam com o tempo, localização e altitude. Geralmente, durante o dia, a intercepção da luz solar é predominante, resultando num efeito de arrefecimento; durante a noite a re-radiação do calor para a Terra, abranda a perda de calor desta.

## Trabalhos de pesquisa

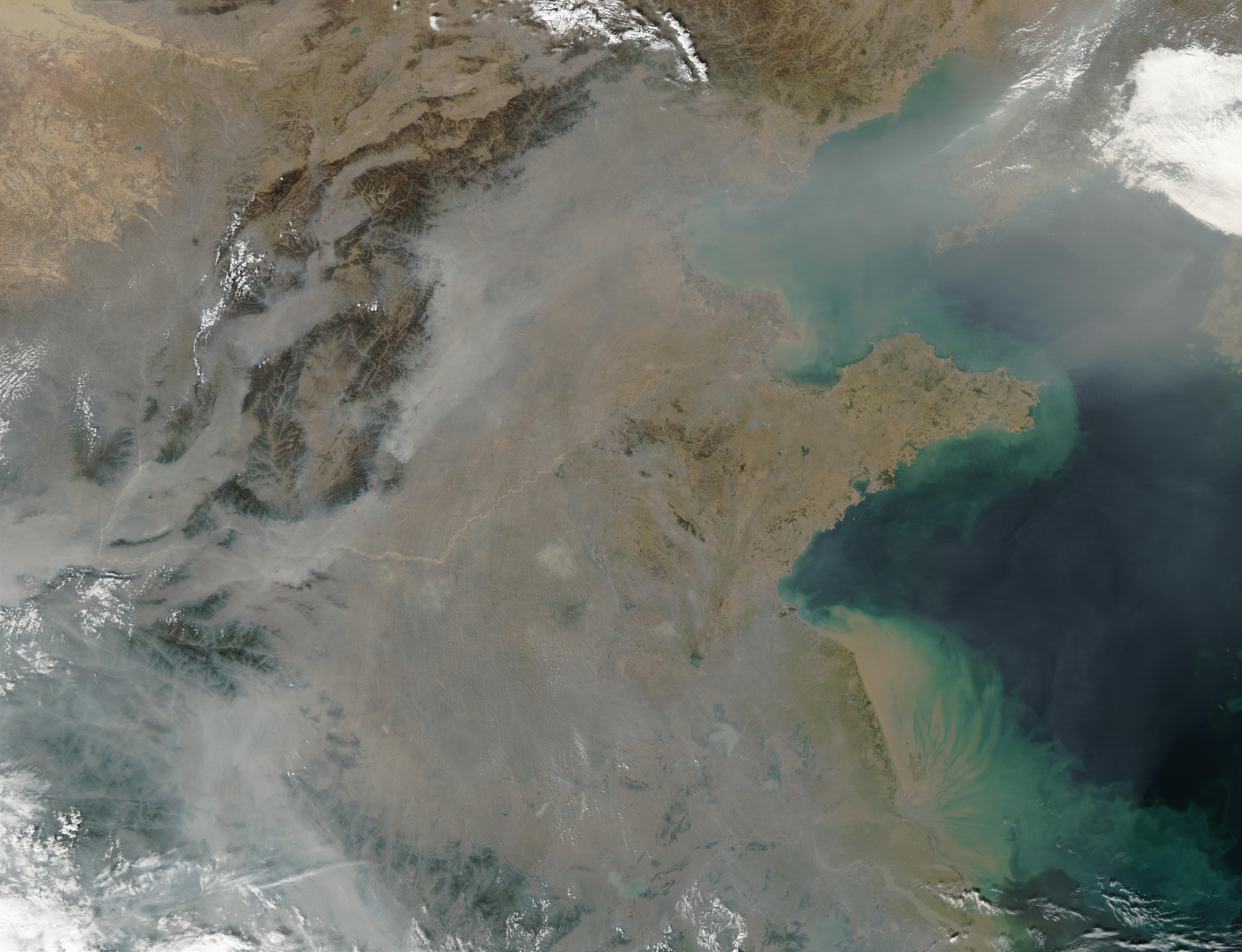
China Oriental. Dezenas de incêndios ardem na superfície (pontos vermelhos) e um manto de fumo cobre a área. Imagem do satélite Aqua da NASA

Em finais da década de 1960, Mikhail Ivanovich Budyko trabalhou com modelos climáticos simples de equilíbrio de energia e em duas dimensões enquanto investigava a reflectividade do gelo. Descobriu que o mecanismo de retorno gelo-albedo, criava um ciclo de retorno positivo no sistema climático. Quanto mais neve e gelo existem na superfície da Terra, maior é a quantidade de radiação solar que é reflectida para o espaço, logo mais fria a Terra se torna e mais neve cai. Outros estudos concluíram que a poluição ou uma erupção vulcânica podiam conduzir-nos rapidamente a uma era glacial.
Em meados da década de 1980, Atsumu Ohmura, um investigador em geografia a trabalhar no Instituto Federal Suíço de Tecnologia, descobriu que a radiação solar que atingia a superfície terrestre havia diminuído em mais de 10% ao longo das três décadas anteriores. As suas descobertas encontram-se em aparente contradição com o aquecimento global - a temperatura global tem vindo a subir de forma continuada. Menos luz a atingir a Terra deveria resultar no arrefecimento desta. Ohmura publicou as suas conclusões na obra Secular variation of global radiation in Europe em 1989. A este trabalho de Ohmura seguir-se-iam em breve outros. Vivii Russak em 1990 publica Trends of solar radiation, cloudiness and atmospheric transparency during recent decades in Estonia e Beate Liepert em 1994 publica Solar radiation in Germany - Observed trends and an assessment of their causes. O escurecimento também foi observado em vários locais um pouco por toda a antiga União Soviética. Gerry Stanhill que publicou vários estudos sobre este assunto, cunhou a expressão escurecimento global.
Pesquisas independentes em Israel e nos Países Baixos em finais da década de 1980, mostraram uma redução aparente na quantidade de luz solar, que foi estimada ser em média de 2 a 3% por década, com a possibilidade de a tendência ter sido invertida no início da década de 1990. É difícil efectuar uma medição precisa, devido à dificuldade existente na calibração da instrumentação utilizada e à cobertura espacial limitada. No entanto, o efeito encontra-se quase de certeza presente.
A redução ocorrida (2 a 3%, conforme indicado acima) deve-se a mudanças no interior da atmosfera terrestre; a quantidade de radiação solar nas camadas exteriores da atmosfera variou apenas uma fracção daquela quantidade.

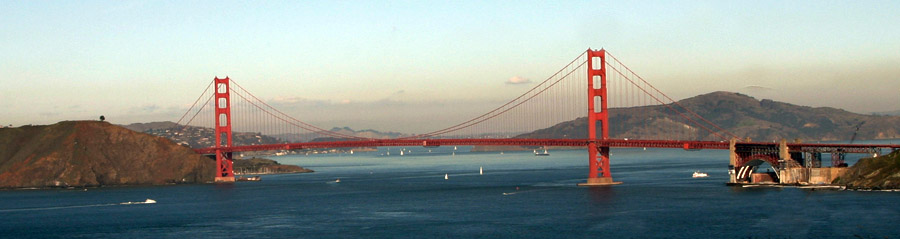
Ponte Golden Gate com a característica nuvem castanha da Califórnia em fundo -- um possível contribuinte para o escurecimento global. Foto CC 2004 de Aaron Logan

O efeito de escurecimento varia enormemente de local para local na superfície da Terra, mas algumas estimativas para os valores na superfície são:
- 5,3% (9 W/m²); no período 1958-85 (Stanhill and Moreshet, 1992);[8]
- 2% por década no período 1964-93 (Gilgen et al, 1998);[11]
- 2,7% por década (20 W/m² no total); até 2000 (Stanhill and Cohen, 2001);[12]
- 4% no período 1961–90 (Liepert, 2002).[13][14]

Note-se que estes valores referem-se à superfície terrestre não sendo uma média global. Desconhece-se se ocorreu escurecimento (ou clareamento) sobre os oceanos apesar de uma medição específica ter medido os efeitos do escurecimento a aproximadamente 650 km da Índia sobre o Oceano Índico em direcção às Maldivas. Os efeitos regionais são provavelmente dominantes mas não estão estritamente confinados a áreas de terra firme, sendo dependentes da circulação regional de ar. As maiores reduções foram encontradas nas latitudes médias do Hemisfério Norte. A zona do espectro de luz mais afectada parece ser a faixa da luz visível e infravermelha.

## Dados obtidos com tanques evaporimétricos
Ao longo dos últimos 50 anos, os dados sobre evaporação obtidos por meio de tanques evaporimétricos têm sido cuidadosamente estudados. Durante décadas, ninguém prestou grande atenção aos dados obtidos com tanques evaporimétricos. Mas na década de 1990 os cientistas repararam em algo que na altura foi considerado bastante estranho: a velocidade de evaporação estava a diminuir apesar de se esperar que aumentasse devido ao aquecimento global. A mesma tendência foi observada na China ao longo de um período similar. A diminuição da irradiância solar tem sido apontada como sendo a força por detrás deste fenómeno. No entanto, ao contrário de outras regiões do globo, na China a diminuição da irradiância solar não foi sempre acompanhada por um aumento da nebulosidade e precipitação. Acredita-se que os aerossóis podem ter um papel decisivo na diminuição da irradiância solar observada na China.
O produtor da série BBC horizon, David Sington, crê que muitos cientistas que estudam o clima, vêem os dados dos tanques evaporimétricos como a prova mais convincente do escurecimento solar. As experiências com tanques evaporimétricos são fáceis de reproduzir com equipamento de baixo custo, existindo inúmeros equipamentos deste tipo utilizados pela agricultura um pouco por todo o mundo, e em muitos casos existem registos de dados ao longo de quase meio século. Porém, a evaporação medida depende de vários factores adicionais, além da radiação solar. Dois destes factores são o défice de pressão de vapor e a velocidade do vento. Um tanto surpreendentemente a temperatura ambiente parece ser um factor negligenciável. Os dados dos tanques evaporimétricos corroboram os dados obtidos pelos radiómetros e preenchem os espaços em branco existentes nos dados obtidos com piranómetros. Efectuados os ajustamentos para estes factores, os dados obtidos com tanques evaporimétricos têm sido comparados com resultados de simulações climáticas.

## Causas prováveis

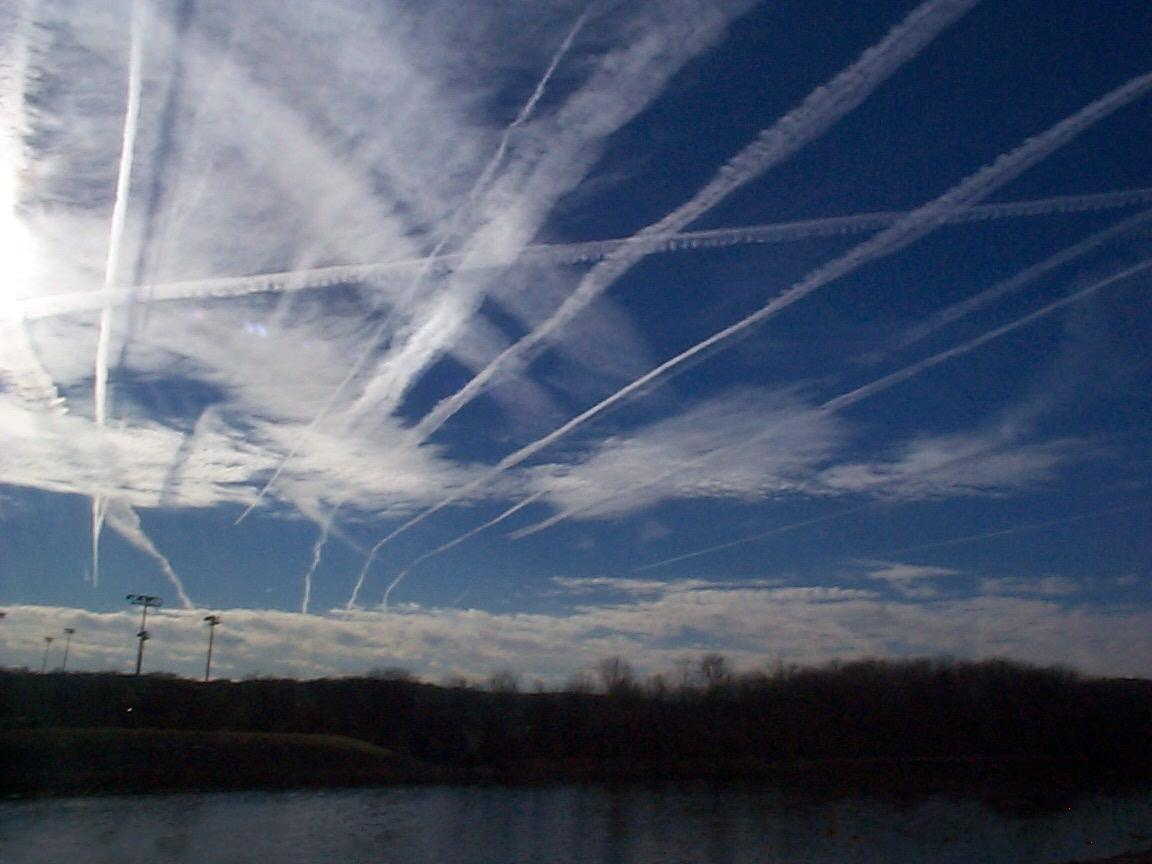
Imagem da NASA mostrando esteiras de condensação produzidas por aviões e nuvens naturais. O desaparecimento temporário de esteiras de condensação sobre a América do Norte devido à suspensão dos voos após os ataques de 11 de Setembro de 2001, e o aumento da amplitude térmica diurna que daí resultou, forneceu uma evidência empírica do efeito de finas nuvens de cristais de gelo na superfície terrestre.

A combustão incompleta de combustíveis fósseis (como o diesel) ou da madeira, liberta carbono negro para a atmosfera. Apesar do carbono negro, a maior parte do qual é fuligem, constituir uma fracção extremamente pequena da poluição do ar ao nível do solo, tem um efeito significativo no aquecimento da atmosfera em altitudes superiores a 2 000 m. Além disso, escurece a superfície dos oceanos ao absorver radiação solar.
Experiências efectuadas nas Maldivas (comparando a atmosfera sobre as ilhas do norte e do sul do arquipélago) na década de 1990 mostraram que o efeito dos poluentes macroscópicos presentes na atmosfera nessa altura (trazidos pelo vento desde a Índia) provocou uma redução de 10% na quantidade de luz solar que atingiu a superfície terrestre na zona sob a nuvem de poluentes - uma redução muito maior que a esperada pela presença das próprias partículas. Antes do início deste estudo, as previsões apontavam para um efeito de 0,5 a 1% devido à matéria particulada; o desvio relativamente às previsões poderá ser explicada pela formação de nuvens em que as partículas funcionam como núcleos à volta dos quais se formam gotículas. As nuvens são muito eficazes na reflexão de luz para o espaço.
O fenómeno por detrás do escurecimento global pode ter também efeitos regionais. Enquanto grande parte da Terra aqueceu, as regiões situadas a sotavento de importantes focos de poluição aérea (especialmente emissões de dióxido de enxofre) dum modo geral arrefeceram. A mesma explicação poderá existir para o arrefecimento do leste dos Estados Unidos relativamente ao oeste que se tornou mais quente.
Alguns cientistas colocam a hipótese de as esteiras de vapor produzidas por aviões estarem implicadas no escurecimento global, mas o fluxo constante de tráfego aéreo impedia que esta hipótese fosse testada. A paragem quase total do tráfego aéreo civil durante os três dias que se seguiram aos ataques de 11 de Setembro de 2001 ofereceu aos cientistas uma oportunidade única para observar o clima dos Estados Unidos na ausência de esteiras de vapor no céu. Durante este período, foi observado um aumento da amplitude térmica diária em cerca de 1 °C em algumas partes do Estados Unidos. Por outras palavras, as esteiras de vapor poderão aumentar as temperaturas nocturnas e/ou baixar as temperaturas diurnas de um modo mais significativo do que anteriormente se pensava.
As cinzas vulcânicas dispersas na atmosfera podem reflectir os raios solares para o espaço arrefecendo o planeta. Foram observadas diminuições na temperatura da Terra após grandes erupções vulcânicas como as do Monte Gunung Agung, Bali em 1963, El Chichón, México, 1983, Nevado del Ruiz, Colômbia 1985 e Pinatubo, Filipinas, 1991. No entanto, mesmo no caso de grandes erupções, as nuvens de cinza dissipam-se passado relativamente pouco tempo.

## Inversão recente de tendência

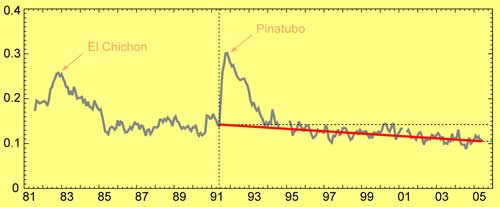
De acordo com estimativas feitas com base em dados de satélite a quantidade de aerossóis capazes de bloquear a luz solar diminuiu em todo o mundo (linha vermelha) desde a erupção do Pinatubo em 1991. Créditos: Michael Mishchenko, NASA

Wild et al., recorrendo a medições efectuadas sobre terra, registam um clareamento dos céus desde 1990, enquanto Pinker et al. apontam para a manutenção do escurecimento (ainda que reduzido) sobre terra e clareamento sobre os oceanos. Assim, estes dois grupos de investigadores estão em desacordo relativamente ao escurecimento sobre terra. Um estudo patrocinado pela NASA feito em 2007 utilizando dados obtidos por satélites, mostra que a quantidade de luz solar que atinge a superfície terrestre vinha decrescendo nas últimas décadas, aumentando repentinamente cerca de 1990. Esta mudança de tendência de "escurecimento global" para uma de "clareamento global", aconteceu assim que os níveis de aerossóis na atmosfera começaram a baixar.
É provável que pelo menos uma parte desta mudança súbita, em particular sobre a Europa, fique a dever-se a uma diminuição da poluição. A maioria dos governos das nações desenvolvidas têm feito um esforço de redução dos aerossóis libertados na atmosfera, o que ajuda a reduzir o escurecimento global.
Os aerossóis de sulfatos diminuíram significativamente desde 1970 nos Estados Unidos e Europa devido às regulamentações ambientais adoptadas. Nos Estados Unidos, segundo a EPA, entre 1970 e 2005, o total de emissões dos seis principais poluentes do ar, incluindo particulados, diminuiu 53 %. Em 1975, os efeitos até então mascarados dos gases do efeito estufa começaram finalmente a fazer-se sentir e têm dominado desde então.
A Baseline Surface Radiation Network (uma rede de monitorização de radiações ligada à Organização Meteorológica Mundial) (BSRN) recolhe dados de medições de superfície desde o início da década de 1990. A análise de dados recentes revela que a superfície do planeta ficou mais clara cerca de 4% durante a década passada. Esta tendência de clareamento é corroborada por outros dados, incluindo as análises de dados de satélite.

## Relação com o ciclo hidrológico

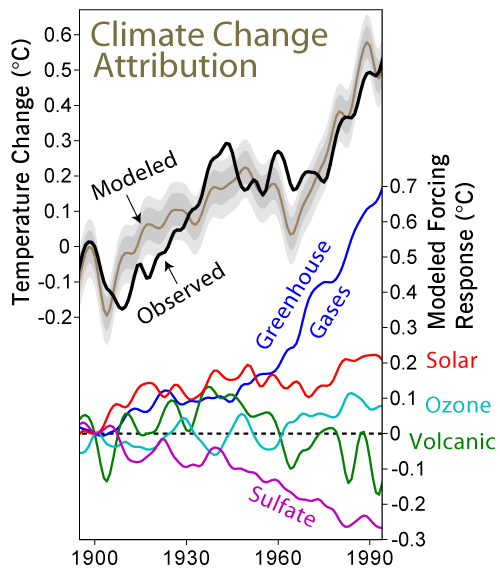
Esta figura mostra o nível de acordo entre um modelo climático composto por cinco variáveis e o registo histórico de temperaturas. A componente negativa identificada como "sulfate" está associada com as emissões de aerossóis a que se atribui o escurecimento global

A poluição de origem humana pode estar a enfraquecer seriamente o ciclo da água na Terra - reduzindo a precipitação e ameaçando as reservas de água para consumo humano. Um estudo efectuado por investigadores da Scripps Institution of Oceanography em 2001, sugere que as minúsculas partículas de fuligem e outros poluentes têm um efeito importante no ciclo hidrológico. "A energia que faz mover o ciclo hidrológico vem da luz solar. À medida que o sol aquece os oceanos, a água escapa para a atmosfera e cai sob a forma de chuva. Assim, uma vez que os aerossóis diminuem bastante a quantidade de luz solar que atinge a superfície terrestre, eles podem estar a abrandar o ciclo hidrológico do planeta.", de acordo com o professor V. Ramanathan.
Mudanças dos padrões climáticos em grande escala podem também ter sido causadas pelo escurecimento global. Os modelos climáticos sugerem, de modo algo especulativo, que esta redução da luz solar à superfície pode ter conduzido à interrupção da monção na África sub-saariana nas décadas de 1970 e 1980, a que se juntaram várias situações de fome, como a seca do Sahel, causada pelo arrefecimento do Oceano Atlântico devido à poluição oriunda do hemisfério norte.
Por esta razão, a cintura de chuva tropical poderá não ter subido até à sua latitude norte normal, provocando assim a ausência de chuvas sazonais. Esta afirmação não é universalmente aceite e é muito difícil de testar.
Conclui-se ainda que o desequilíbrio entre o escurecimento global e o aquecimento global à superfície conduz a fluxos turbulentos de calor para atmosfera mais fracos. Isto significa que uma redução da evaporação a nível global e logo da precipitação, ocorre num mundo mais escuro e mais quente, o que poderia em último caso conduzir a uma atmosfera mais húmida que produz menos chuva.
Uma forma natural de escurecimento em grande escala foi identificada como tendo influenciado a temporada de furacões do hemisfério norte em 2006. Um estudo da NASA concluiu que várias tempestades de pó de grandes dimensões ocorridas no Saara nos meses de Junho e Julho enviaram grandes quantidades de poeiras para o Atlântico, as quais através de vários efeitos provocaram o arrefecimento das águas - diminuindo assim a probabilidade de desenvolvimento de furacões.

## Relação com o aquecimento global
Alguns cientistas consideram actualmente que os efeitos do escurecimento global de algum modo mascararam o efeito do aquecimento global, e que resolver o escurecimento global pode portanto conduzir a incrementos nas previsões dos aumentos futuros da temperatura. Segundo Beate Liepert, "Temos vivido num mundo de escurecimento global mais aquecimento global e agora estamos a remover o escurecimento global. Ficamos então num mundo de aquecimento global, o que será muito pior que aquilo que pensávamos que seria, muito mais quente."
A magnitude deste efeito de máscara é um dos problemas fulcrais no estudo das alterações climáticas com implicações significativas nas alterações climáticas futuras bem como nas respostas políticas ao aquecimento global.
Mas este problema é muito mais complicado que uma mera questão de aquecimento ou escurecimento. O aquecimento global e o escurecimento global não são mutuamente exclusivos ou contraditórios. Num estudo publicado em 8 de Março de 2007 no American Geophysical Union's Geophysical Research Letters, uma equipa de investigadores liderada por Anastasia Romanou, do departamento de Física e Matemática Aplicadas da Universidade de Columbia em Nova Iorque, mostrou também que as forças aparentemente opostas do aquecimento e escurecimento globais podem ocorrer ao mesmo tempo. O escurecimento global interage com o aquecimento global ao bloquear a luz solar que de outro modo produziria evaporação seguida da ligação de particulados às gotículas de água. O vapor de água é um dos gases do efeito de estufa. Por outro lado, o escurecimento global é afectado pela evaporação e pela chuva. A chuva tem a capacidade de limpar céus poluídos.
Os climatólogos reforçam a ideia de que têm que ser rapidamente tomadas medidas com vista à redução dos poluentes causadores do escurecimento global e dos gases do efeito de estufa responsáveis pelo aquecimento global.

## Possível uso para mitigar o problema do aquecimento global
Alguns cientistas sugeriram o uso de aerossóis como medida de emergência para a redução dos efeitos do aquecimento global. O perito russo Mikhail Budyko deu-se conta desta relação desde muito cedo. Em 1974, sugeriu que se o aquecimento global se tornasse um problema, poderíamos proceder ao arrefecimento do planeta através da combustão de enxofre na estratosfera, o que criaria uma névoa seca.
Segundo Ramanathan (1988), um aumento do albedo planetário de apenas 0.5% é suficiente para reduzir em 50% o efeito da duplicação da concentração de CO2.
No entanto, ainda teríamos muitos problemas para enfrentar:
- O uso de sulfatos causa problemas ambientais como a chuva ácida;[45]
- O uso de carbono negro causa problemas à saúde humana;[45]
- O escurecimento causa problemas ecológicos como alterações nos padrões de evaporação e precipitação;[45]
- Secas e/ou aumentos da precipitação colocam problemas à agricultura;[45]
- Os aerossóis têm um tempo muito curto de residência na atmosfera.

"A ideia segundo a qual deveríamos aumentar as emissões de aerossóis para contrariar o aquecimento global tem sido descrita como um pacto com o diabo porque implicaria uma quantidade crescente de emissões para conseguir acompanhar os gases de efeito estufa acumulados na atmosfera, com custos financeiros e sanitários crescentes."